# Провінція Омі
Провінція Омі (яп. 近江国 — омі но куні, «країна Омі»; 江州 — ґосю, «провінція Омі») — історична провінція Японії у регіоні Кінкі на острові Хонсю. Відповідає сучасній префектури Сіґа.

## Короткі відомості
Провінція Омі була створена у 7 столітті. Її адміністративний центр знаходився у сучасному місті Оцу. З 667 по 672 роки Оцу була столицею японської держави, резиденцією імператора Тендзі.
З 12 століття провінцією фактично керував рід Сасакі, який походив від самурайської родини Мінамото. Цей рід дав початок іншим домам — Кьоґоку і Роккаку. Останній управляв Омі до середини 16 століття. Він вів постійну боротьбу з родом Адзаї, своїм колишнім васалом.
Провінція Омі була також одним з центрів буддистської секти Дзьодо-сінсю, адепти якої вели запеклу боротьбу з об'єднувачем Японії, Одою Нобунаґою у 2-й половині 17 століття.
У 1583 році провінція стала місцем відомої битви при Сідзуґатаке, у результаті якої країна опинилася під владою Тойотомі Хідейосі, наступника Оди Нобунаґи.
У період Едо (1603—1867) провінція Омі була поділена на ряд володінь хан. Найбільшим з них був Хіконе-хан, що належав родині Ії, представники якої були головними васалами сьоґунату.
У результаті адміністративних реформ 1871—1872 років провінція Омі була перетворена на префектуру Сіґа.

## Повіти
- Адзаї 浅井郡
- Гамо 蒲生郡
- Еті 愛知郡
- Іка 伊香郡
- Інукамі 犬上郡
- Кандзакі 神崎郡
- Коґа 甲賀郡
- Куріта 栗太郡
- Саката 坂田郡
- Сіґа 滋賀郡
- Такасіма 高島郡
- Ясу 野洲郡